# Groß-Somalia

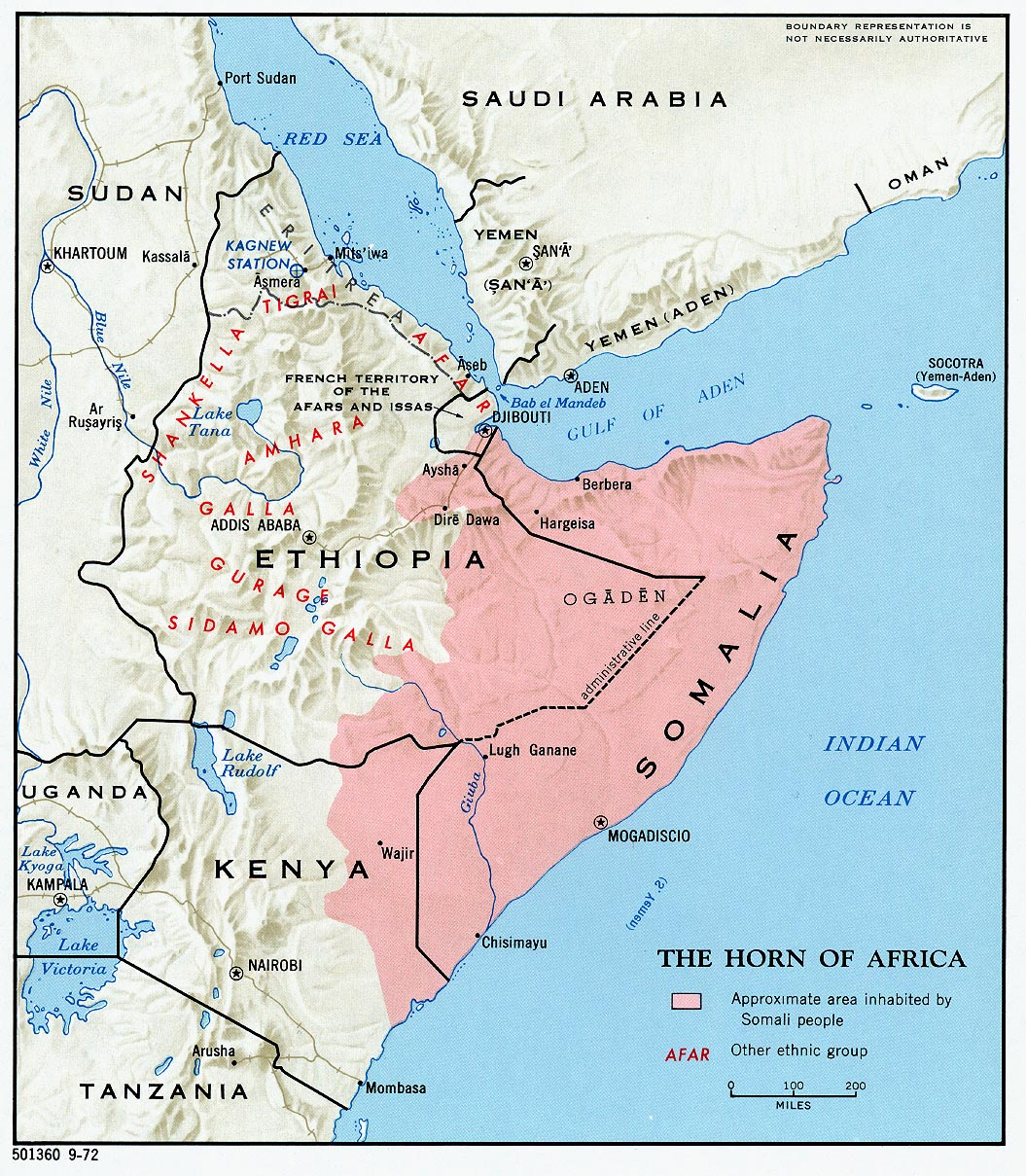
Groß-Somalia

Die Flagge Somalias symbolisiert großsomalische Bestrebungen: Die fünf Zacken des Sterns stehen für Italienisch-Somaliland und Britisch-Somaliland, Ogaden, Dschibuti und Nordost-Kenia

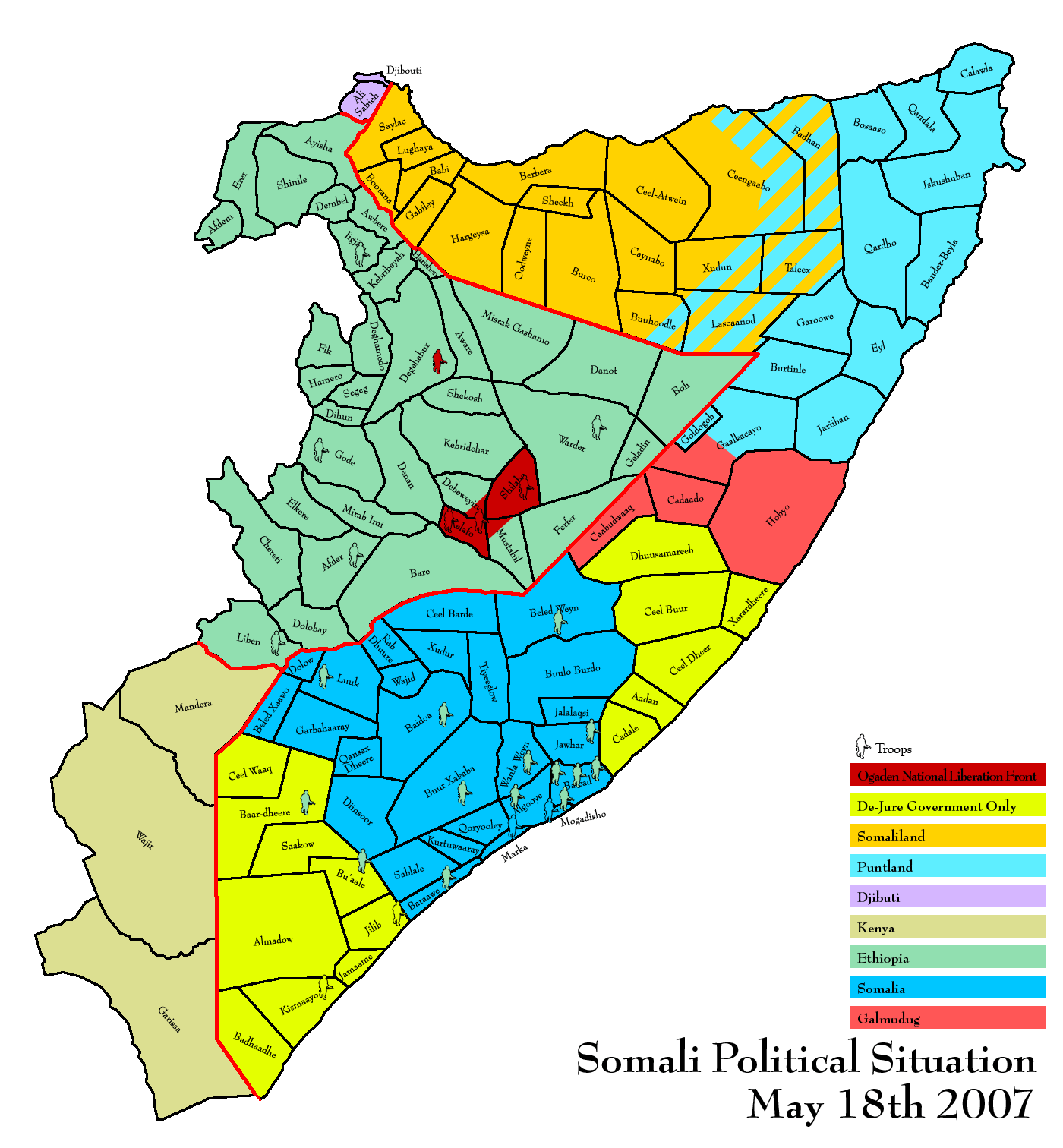
Karte der politischen Lage im von Somali bewohnten Gebiet (Stand: Mai 2007)

Groß-Somalia (somalisch Soomaliweyn) – ein Gebilde, das sämtliche von ethnischen Somali bewohnten Gebiete am Horn von Afrika umfassen soll – wird als Ziel von somalischen Nationalisten angestrebt. Es würde neben dem heutigen Somalia auch die heute äthiopische Region Ogaden bzw. Somali, Dschibuti und den Nordosten Kenias umfassen.
Das Streben nach einem Groß-Somalia wird als Pan-Somalismus bezeichnet.

## Geschichte
In den 1940er und 1950er Jahren entstanden in den Somali-Gebieten politische Parteien, die sich gegen die Kolonialherrschaft wandten und die politische Einigung in einem Nationalstaat anstrebten. Somalia, das 1960 unabhängig wurde, erhob entsprechende Forderungen an seine Nachbarstaaten. Seit dem Zusammenbruch Somalias 1991 haben diese Bestrebungen stark an Bedeutung verloren. In den 2000er Jahren wurden sie von einigen islamistischen Gruppierungen in Somalia wieder aufgegriffen.
Das von den Somali bewohnte Gebiet war in vorkolonialer Zeit nie politisch geeint, sondern zwischen den verschiedenen Clans der Somali sowie Stadtstaaten an der Küste aufgeteilt, die sich auch gegenseitig bekämpften. Inwieweit die Somali dennoch aufgrund ihrer gemeinsamen Sprache, Religion und Kultur eine „Nation ohne Staat“ darstellten oder aber wirtschaftlich, ethnisch, sprachlich und kulturell zu heterogen waren, um als Einheit betrachtet zu werden, wird in der Geschichtsschreibung unterschiedlich beurteilt.
Ende des 19. Jahrhunderts erfuhr die Region ihre bis heute nachwirkende koloniale Aufteilung: Ogaden wurde vom Kaiserreich Äthiopien unter Menelik II. erobert. Der Süden und Osten des heutigen Somalia wurde von Italien als Italienisch-Somaliland kolonisiert, der Norden (das heutige separatistische Somaliland) wurde zum britischen Protektorat Britisch-Somaliland. Die südöstlichen Somali-Gebiete wurden Teil von Britisch-Ostafrika bzw. der Kronkolonie Kenia, Dschibuti im Nordwesten wurde französisch. Erst nach dieser Teilung kamen bei den Somali Bestrebungen nach einer politischen Einigung in einem Nationalstaat auf.

### Einigungsbestrebungen in der Kolonialzeit
1899 bis 1920 führte Mohammed Abdullah Hassan den vor allem religiös motivierten Aufstand der „Derwische“ (Darawiish) gegen die beginnende britische, italienische und äthiopische Fremdherrschaft über die Somali. Er wurde von späteren, säkularen Somali-Nationalisten zum Nationalhelden erhoben und der Aufstand als zumindest „proto-nationalistisch“ interpretiert. Jon Abbink kritisierte diese Bezeichnung hingegen als irreführend und anachronistisch.
Die späteren Bestrebungen nach politischer Einigung der Somali waren überwiegend modern-säkular ausgerichtet.
1940/41 war die Einigung aller Somali-Gebiete beinahe vollständig (bis auf das französische Dschibuti) verwirklicht, als das faschistische Italien im Zweiten Weltkrieg neben Äthiopien auch Britisch-Somaliland besetzte und in Italienisch-Ostafrika eingliederte.
Großbritannien, das 1941 die italienische Besetzung Äthiopiens beendete, übernahm zunächst auch die Verwaltung Italienisch-Somalilands und des östlichen Äthiopien. In dieser Zeit entstanden mehrere politische Vereinigungen unter den Somali, von denen die Somalische Jugendliga (SYL) zum wichtigsten Träger der Forderung nach einem Groß-Somalia wurde. Die SYL gewann vor allem bei gebildeten Somali rasch Unterstützung und wurde sowohl in Britisch- und Italienisch-Somaliland als auch im Ogaden und in Nordostkenia aktiv. Sie hatte Anhänger über die Clan-Grenzen hinweg, genoss jedoch am meisten Unterstützung von den Darod, die als am weitesten verbreitete Clanfamilie das größte Interesse an einer Vereinigung der Gebiete hatten. In Britisch-Somaliland waren die Somalische Nationale Liga (SNL) des Isaaq-Clans und die Vereinigte Somali-Partei (USP) die stärksten Parteien, sie befürworteten ebenfalls ein Groß-Somalia.
Bei den Verhandlungen über die Zukunft Italienisch-Somalilands schlug der britische Außenminister Ernest Bevin 1946 vor, Ogaden, Britisch- und Italienisch-Somaliland weiterhin geeint zu lassen und gemeinsam zum Treuhandgebiet zu machen. Dieser „Bevin-Plan“ fand bei den anderen Großmächten keine Unterstützung und wurde von Äthiopien vehement abgelehnt, brachte Ernest Bevin jedoch hohes Ansehen bei den Befürwortern eines Groß-Somalia.
1948 gab Großbritannien einen Großteil des Ogaden an Äthiopien zurück, 1954 erfolgte auch die Rückgabe des Grenzgebietes Haud. Als die UN-Generalversammlung 1949 entschied, Italienisch-Somaliland für zehn Jahre zum Treuhandgebiet unter italienischer Verwaltung zu machen, leistete die SYL zunächst Widerstand, kooperierte dann jedoch mit der Treuhandverwaltung. Vor der Unabhängigkeit Italienisch-Somalilands, die für den 1. Juli 1960 angesetzt war, forderten die Parteien in Britisch-Somaliland ebenfalls die Unabhängigkeit, um sich mit Italienisch-Somaliland zu vereinigen. Am 26. Juni wurde Britisch-Somaliland unabhängig, und am 1. Juli schlossen sich beide Gebiete zu Somalia zusammen.

### Nach der Unabhängigkeit Somalias
Der neue Staat schrieb das Streben nach einer Vereinigung aller Somali-Gebiete in der Präambel seiner Verfassung fest: „Die Somalische Republik treibt, mit legalen und friedlichen Mitteln, die Vereinigung der (Somali-)Territorien voran“ (The Somali Republic promotes, by legal and peaceful means, the union of the territories). Die SYL hatte ursprünglich die Formulierung „mit allen nötigen Mitteln“ (by all means necessary) angestrebt.
Die Forderungen nach einem Groß-Somalia widersprechen dem Prinzip der Organisation für Afrikanische Einheit, wonach die kolonialen Grenzen in Afrika nicht verändert werden sollen, um Grenzkonflikte zu vermeiden. So unterstützten andere afrikanische Staaten am ehesten Somalias Forderung nach der Dekolonisation Dschibutis, nicht aber die Ansprüche gegenüber Äthiopien und Kenia. Diese Ansprüche richteten sich zudem gegen Haile Selassie und Jomo Kenyatta und damit gegen zwei der profiliertesten damaligen afrikanischen Staatsmänner.
Als sich die baldige Unabhängigkeit Kenias abzeichnete, forderten Somalia und Vertreter der kenianischen Somali den Anschluss des nordöstlichen Landesteils an Somalia. Das Gebiet blieb jedoch Teil von Kenia, das 1963 von Großbritannien unabhängig wurde. Somalia unterstützte Somali-Rebellen, die einen Guerillakampf führten, mit Waffenlieferungen. Der kenianische Staat verhängte daraufhin Zwangsmaßnahmen gegen die gesamte Bevölkerung des Nordostens. Dieser sogenannte „Shifta-Krieg“ drohte zeitweise zum Krieg zwischen Kenia und Somalia zu eskalieren. Auf zwischenstaatlicher Ebene konnte er 1967 mit einem Friedensabkommen beendet werden, denn Somalias neuer Ministerpräsident Mohammed Haji Ibrahim Egal erhielt zwar die Gebietsansprüche aufrecht, bemühte sich aber um eine Entspannung der Beziehungen zu den Nachbarstaaten. Der Ausnahmezustand in Nordostkenia wurde jedoch erst 1991 aufgehoben.
In Äthiopien gründete Somalia die Westsomalische Befreiungsfront (WSLF), um den Anspruch auf das Ogadengebiet durchzusetzen. Die Aktivitäten der WSLF wurden jedoch in den 1960er Jahren nie zur Bedrohung für die äthiopische Regierung. 1964 kam es zu Kämpfen an der Grenze zwischen Somalia und Äthiopien. Im selben Jahr schlossen Kenia und Äthiopien ein Verteidigungsabkommen gegen Somalia, welches 1980 und 1987 erneuert wurde. Sie konnten aber die Waffenlieferungen aus Somalia an die Somali-Rebellen kaum unterbinden.
Im französischen Dschibuti kamen bei den Issa ebenfalls Unabhängigkeitsbestrebungen auf, ein Referendum 1958 fiel jedoch klar zugunsten des Verbleibs bei Frankreich aus. Mahamoud Harbi als Wortführer der Unabhängigkeitsbewegung floh daraufhin nach Mogadischu. Die Volksgruppe der Afar bevorzugte mehrheitlich die französische Herrschaft und wurde von Frankreich und Äthiopien unterstützt, die die Bahnstrecke Dschibuti–Addis Abeba nicht unter die Kontrolle Somalias fallen lassen wollten. Als die Issa beim Besuch Charles de Gaulles 1966 erneut Unabhängigkeitsforderungen stellten, wurde 1967 ein weiteres Referendum durchgeführt. Auch dieses ergab eine Mehrheit für die Beibehaltung der französischen Herrschaft, auch weil die Verwaltung die Afar mobilisierte und zugewanderte Somali aus anderen Gebieten auswies.

### Somalia unter Siad Barre
Siad Barre, der 1969 durch einen Militärputsch Präsident Somalias wurde, löste zunächst die WSLF formal auf, erhielt jedoch die Gebietsansprüche gegenüber Äthiopien aufrecht. Als Äthiopien nach dem Sturz Haile Selassies und der Machtübernahme des kommunistischen Derg-Regimes 1974 innerlich geschwächt war, gründete Siad Barre die WSLF neu. Er traf Vereinbarungen mit Ältesten des Ogadeni-Darod-Clans, die im Gegenzug für die Befreiung von der äthiopischen Herrschaft die politische Loyalität ihres Clans zusicherten. Es gab auch Pläne, Dschibuti durch die Issa-Division der WSLF erobern zu lassen, dieses Vorhaben wurde jedoch im weiteren Verlauf nicht umgesetzt.
1976 begannen von Somalia aus gesteuerte Guerillaaktivitäten der WSLF, ab 1977 beteiligten sich daran auch Soldaten der somalischen Armee. Mitte 1977 ging diese verdeckte Invasion zum offenen Krieg über, in dem Somalia zunächst weite Teile des Ogaden eroberte. Die massive Unterstützung von der Sowjetunion, von kubanischen und südjemenitischen Truppen für Äthiopien führte aber 1978 zur Niederlage Somalias im Ogadenkrieg.
Die Issa in Dschibuti setzten 1977 die Unabhängigkeit von Frankreich durch, nicht aber den Anschluss an Somalia.
Die WSLF blieb auch nach dem Ogadenkrieg mit Unterstützung Somalias aktiv, erst Anfang der 1980er Jahre war sie nach Offensiven des äthiopischen Militärs weitgehend zerschlagen.

## Gegenwart
Seit dem Sturz Siad Barres 1991 und dem darauffolgenden Zerfall Somalias haben großsomalische Bestrebungen stark an Bedeutung verloren. Der ehemals britische Norden Somalias ist als Somaliland de facto unabhängig, ebenso Puntland im Nordosten. Südwestsomalia, Galmudug, Maakhir und weitere Landesteile erklärten zeitweise ebenfalls ihre Unabhängigkeit oder Autonomie.
Im äthiopischen Ogaden bzw. der heutigen Somali-Region streben Teile der Somali-Bevölkerung, vor allem der dominierende Clan der Ogadeni-Darod, weiterhin nach größerer Autonomie oder nach der Sezession. Die 1984 gegründete Ogaden National Liberation Front führt seit 1994 auch wieder einen bewaffneten Kampf für eine Loslösung von Äthiopien. Ihr Ziel ist heute allerdings eher die Unabhängigkeit als der Anschluss an Somalia. Der Konflikt zwischen der ONLF und der äthiopischen Armee hat sich seit 2007 verschärft.
Auch die verschiedentlichen Eingriffe Äthiopiens in den somalischen Bürgerkrieg stehen im Zusammenhang mit dem Bestreben, zu verhindern, dass in Somalia Akteure Macht erlangen, die die Gebietsansprüche aufrechterhalten. Nach in Somalia verbreiteter Ansicht bedeutet dies, dass Äthiopien entweder die politische Fragmentierung Somalias beibehalten oder eine „Marionettenregierung“ einsetzen möchte.
Teile der Union islamischer Gerichte, die 2006 die Kontrolle über große Teile Somalias erlangte, erhoben Ansprüche auf ein Groß-Somalia. Sharif Sheikh Ahmed, der zum gemäßigten Flügel der Union zählte, bestritt in einem Interview Mitte 2006 solche Ansprüche: „Wir wollen unsere Nachbarländer und die gesamte Welt respektieren, und wir glauben, dass niemand eine Aggression gegen andere begehen sollte. Das ist unser Glaube.“ Hassan Dahir Aweys sagte hingegen: „Wir werden keinen Stein auf dem anderen lassen, um unsere Somali-Brüder in Kenia und Äthiopien zu integrieren und ihre Freiheit, mit ihren Ahnen in Somalia zu leben, wiederherzustellen.“ Die radikaleren Teile der Union riefen zum Dschihad zur Eroberung Ogadens und zum Sturz der äthiopischen Regierung auf. Äthiopien intervenierte daher von Ende 2006 bis Anfang 2009 militärisch in Somalia gegen die Union.

## Parteien mit dem Ziel „Groß-Somalia“
Parteien und Organisationen in Nachbarländern, die den Anschluss an Somalia anstrebten bzw. anstreben, sind:
- Nationale Befreiungsfront für den Ogaden (Äthiopien)
- Westsomalische Befreiungsfront (Äthiopien)
- Northern Frontier District Liberation Movement (Kenia)
- Front de Libération de la Côte des Somalis (Dschibuti)
- Somalische Nationale Liga (Somalia)
- Somalische Jugendliga (Somalia)

## Weiterführende Literatur
- Volker Matthies: Der Grenzkonflikt Somalias mit Äthiopien und Kenya: Analyse eines zwischenstaatlichen Konflikts in der Dritten Welt. (=Hamburger Beiträge zur Afrika-Kunde 21) Institut für Afrika-Kunde, 1977.

## Belege
1. 1 2 3  Ioan M. Lewis: Pan-Africanism and Pan-Somalism, in: The Journal of Modern African Studies, Vol. 1/2, Juni 1963, S. 147–161
2. 1 2  Annalisa Urbano: The emergence of Mohamed Abdullah Hassan as a Somali national hero (PDF)
3. 1 2  Ioan M. Lewis: Nationalism and Self-Determination in the Horn of Africa, 1983, ISBN 978-0-903729-93-2 (S. 32)
4. ↑  Jon Abbink: Dervishes, moryaan and freedom fighters: Cycles of rebellion and the fragmentation of Somali society, 1900-2000, in: Jon Abbink, Mirjam de Bruijn, Klaas Van Walraven (Hrsg.): Rethinking Resistance: Revolt and Violence in African History, 2003 (S. 334)
5. 1 2 3 4  Michael Crowder: The Cambridge History of Africa: From c. 1940 to c. 1975, Bd. 8 von The Cambridge History of Africa, 1985, ISBN 978-0-521-22409-3 (S. 465–471)
6. 1 2 3 4  Pan-Somalism, in: Helen Chapin Metz (Hrsg.): Somalia: A Country Study, Library of Congress, Washington 1992/countrystudies.us
7. ↑  Trusteeship and Protectorate: The Road to Independence, in: Somalia: A Country Study
8. ↑  The Igaal Government, in: Somalia: A Country Study
9. ↑  Alex de Waal: Famine Crimes: Politics & the Disaster Relief Industry in Africa, ISBN 0-253-21158-1 (S. 41)
10. 1 2 3 4  Alex de Waal, Africa Watch: Evil Days. 30 Years of War and Famine in Ethiopia, 1991 (S. 66, 70f., 73–76, 80–86, 91–94, 344f.)
11. 1 2  Gebru Tareke: The Ethiopia-Somalia War of 1977 Revisited, in: International Journal of African Historical Studies 33, 2002
12. ↑  John Markakis: Anatomy of a Conflict: Afar & Ise, Ethiopia, in: Review of African Political Economy, Vol. 30, No. 97: The Horn of Conflict (September 2003), S. 445–453
13. ↑  Tobias Hagmann, Mohamud H. Khalif: State and Politics in Ethiopia’s Somali Region since 1991 (Memento des Originals vom 31. August 2011 im Internet Archive)  Info: Der Archivlink wurde automatisch eingesetzt und noch nicht geprüft. Bitte prüfe Original- und Archivlink gemäß Anleitung und entferne dann diesen Hinweis., in: Bildhaan. An International Journal of Somali Studies 6, 2006, S. 25–49 (PDF; 121 kB)
14. ↑  Ken Menkhaus: Zum Verständnis des Staatsversagens in Somalia: interne und externe Dimensionen, in: Heinrich-Böll-Stiftung (Hrsg.): Somalia – Alte Konflikte und neue Chancen zur Staatsbildung, 2008 (PDF)
15. ↑  „We want to respect our neighboring countries and the entire world and we believe that no one should make an aggression on others. This is our belief.“, in: The Somaliland Times: Exclusive Interview - Sheikh Sherif welcomes dialogue with Washington, 9. Juni 2006. Abgerufen am 7. November 2013.
16. ↑  „We will leave no stone unturned to integrate our Somali brothers in Kenya and Ethiopia and restore their freedom to live with their ancestors in Somalia“, in: Mohamed Olad Hassan: Islamic leader urges 'Greater Somalia' (Memento des Originals vom 28. September 2007 im Internet Archive)  Info: Der Archivlink wurde automatisch eingesetzt und noch nicht geprüft. Bitte prüfe Original- und Archivlink gemäß Anleitung und entferne dann diesen Hinweis., Associated Press, 19. November 2006. Abgerufen am 10. Mai 2010.